# Amiga 500
Amiga 500 (kallad A500) var en hemdator släppt av Commodore 1987. Modellen var den mest populära av alla Amiga-datorer under 1980- och tidiga 1990-talet mycket på grund av sitt relativt låga pris. Den var en lågprofilsdator som hade både tangentbord och diskdrive inbyggd i chassit. Den använde AmigaOS, ett operativsystem med multi-tasking och mikrokärna, och är baserad på en Motorola 68000 CPU vilket gjorde Atari ST till största konkurrent.
Datorn premiärvisades på Consumer Electronics Show i januari 1987, vid samma tid som Amiga 2000. Precis innan A500 släpptes gick Commodore ut och meddelade att priset för datorn utan monitor skulle ligga på 595,95 USD. När datorn väl fanns i handeln kostade den till en början 699 USD.
Med Amiga 500 gick Commodore tillbaka till den marknadsföringsstrategi som även gällde den bästsäljande föregångaren Commodore 64, och datorn såldes därmed inte bara i datorbutiker, utan även i leksaksaffärer, till skillnad från A500:s direkta föregångare Amiga 1000. Detta bidrog till att A500 blev den bäst säljande Amigamodellen, och blev speciellt populär i Europa. Även om datorn var använd av datorentusiaster i allmänhet, var dess stora konkurrensfördel att den fungerande så bra som spelmaskin.

## Utveckling
I oktober 1989 sänktes priset på A500 från £499 till £399 och såldes med Batman Pack i Storbritannien. Denna prissänkning hjälpte Commodore att sälja över en miljon A500 bara detta år.
Sent under 1991 släpptes en uppgraderad modell kallad A500 Plus och ersatte på några marknader helt den ursprungliga A500. Med A500 Plus såldes tillsammans med Cartoon Classics i Storbritannien för £399.
A500 slutade produceras i mitten av 1992, och ersattes av den prestandamässigt liknande Amiga 600 för samma pris, även om denna nya maskin ursprungligen var tänkt att bli en mycket billigare budgetvariant som skulle kallas A300. Sent under 1992 släppte Commodore nästa generation: Amiga 1200, en maskin som kom närmare A500 när det gäller konceptet, men som var avsevärt mer utvecklad och vassare hårdvarumässigt. Trots detta nådde varken A1200 eller A600 den kommersiella framgång som A500 haft. Vid denna tid hade marknaden definitivt vänt hemdatorplattformen ryggen, och fokuserade på x86 PC och Apples nya lågbudgetdatorer Macintosh LC samt IIsi.

## Tekniska specifikationer
Precis som sin föregångare Amiga 1000 använde Amiga 500 en Motorola 68000-CPU på 7.15909 MHz (NTSC) eller 7.09379 MHz (PAL). Motorola 68000 är internt en 32-bitsprocessor, men har en 16-bitars databuss och en 24-bitars adressbuss, vilket ger den en adressrymdskapacitet på maximalt 16 MB. Precis som Amiga 1000 använder A500 "OCS chipset".
Grafikens dimensioner kan vara godtycklig, även när det gäller upplösning och färgdjup, och även på samma skärm. Utan att använda "overscan" kan grafiken vara 320 eller 640 pixlar bred och 200 (NTSC) /256 (PAL) eller 400 (NTSC interlace)/512 (PAL interlace) pixlar hög. "Overscan mode" gjorde att man kunde använda en upplösning på 704 × 484 på NTSC-maskiner. Planargrafik användes med upp till 5 bitplan (4 i högupplösning), vilket tillät 2, 4, 8, 16 och 32-färgerskärmar, från en palett bestående av 4096 färger. Två speciella grafiklägen fanns också: "Extra HalfBrite", vilken använde ett sjätte bitplan som en mask som halverade ljusstyrkan på alla aktiva färger, samt "Hold And Modify" (HAM), vilket tillät alla 4096 färger på skärmen samtidigt. Senare versioner av chipuppsättningen gjorde att man kunde välja mellan PAL/NTSC mjukvarumässigt.
Ljudet består av fyra hårdvarumixade kanaler med 8-bitars PCM-ljud på upp till 28 kHz. Hårdvarukanalerna hade oberoende volymkontroll i 65 nivåer samt samplingsrates, och mixade det hela till stereoljud ut med två vänster och två högerkanaler. Ett mjukvarukontrollerat low-passfilter fanns också. Datorn såldes med 512 kB RAM samt AmigaOS 1.2 eller 1.3. Datorn har en inbyggd 3,5" DD diskettstation, vilken är fullt programmerbar, vilket gör det möjligt att läsa 720 kB x86-PC-disketter, 880 kB standard Amigadisketter, och upp till 984 kB med speciell formatering (till exempel Klaus Deppich’s diskspare.device). Datorn hade, till skillnad från Amiga 1000, inbyggt tangentbord och följer traditionen från hemdatorn VIC-20 och Commodore 64. Datorn använder en standard Amigamus med två knappar.